# Caecilia armata
Caecilia armata és una espècie d'amfibi de la família Caeciliidae endèmica del Brasil que habita en boscos tropicals o subtropicals humits i a baixa altitud, plantacions, jardins rurals i zones prèviament boscoses ara molt degradades.